# آرثر هينمان
آرثر هينمان (بالإنجليزية: Arthur Hinman)‏ هو لاعب كرة قدم أسترالية أسترالي، ولد في 19 يونيو 1890 في لاونسستون في أستراليا، وتوفي في 10 مايو 1915 في جاليبولي في تركيا.

## وصلات خارجية
- آرثر هينمان على موقع AustralianFootball.com (الإنجليزية)
- آرثر هينمان على موقع AFLtables.com (الإنجليزية)